# Gabriel Tan
Pour les articles homonymes, voir Tan.
Gabriel Tan, né le 15 mars 1983, est un coureur cycliste singapourien.

## Biographie
En 2017, il participe aux Jeux d'Asie du Sud-Est, où il se classe sixième du contre-la-montre par équipes et neuvième de la course en ligne. Il représente également son pays lors du championnat du monde du contre-la-montre, à Bergen, Pour sa première expérience au plus haut niveau, il se classe 62e, sur 64 concurrents au départ.
En mars 2018, il gagne une étape puis le classement général du Tour de Bintan, en Indonésie,.

## Palmarès et résultats

### Palmarès par année
- 2018
  - Tour de Bintan :
    - Classement général
    - 2e étape

  - 2e du championnat de Singapour du contre-la-montre
  - 3e du championnat de Singapour sur route

### Classements mondiaux
| Année         | 2012 | 2013 | 2014 | 2015 | 2016 | 2017 | 2018 | 2019 |
| ------------- | ---- | ---- | ---- | ---- | ---- | ---- | ---- | ---- |
| UCI Asia Tour | 229e |      |      |      |      |      | 236e | 278e |